# 山田優樹
山田 優樹（やまだ ゆうき）は沖縄県沖縄市出身の脚本家。代表作には特撮テレビドラマ『闘牛戦士ワイドー』、『ハルサーエイカー』、『琉神マブヤー』がある。